# Xã Field, Quận Jefferson, Illinois
Xã Field (tiếng Anh: Field Township) là một xã thuộc quận Jefferson, tiểu bang Illinois, Hoa Kỳ. Năm 2010, dân số của xã này là 1.468 người.